# Allmänna Idrottsklubben Fotboll 2025
Questa voce raccoglie le informazioni riguardanti l'Allmänna Idrottsklubben Fotboll, meglio conosciuto come AIK, nelle competizioni ufficiali della stagione 2025.

## Maglie e sponsor
Nike continua a essere sponsor tecnico, ruolo che ricopre dal 2018, mentre Truecaller è main sponsor per il terzo anno di fila.

La prima maglia è di colore nero con sponsor, numeri e nomi in giallo. La seconda è bianca con sponsor, numeri e nomi in nero.

## Rosa
| N. |                      | Ruolo | Calciatore                |
| -- | -------------------- | ----- | ------------------------- |
| 2  | Norvegia (bandiera)  | D     | Eskil Edh                 |
| 3  | Svezia (bandiera)    | D     | Thomas Isherwood          |
| 4  | Svezia (bandiera)    | D     | Sotirios Papagiannopoulos |
| 5  | Svezia (bandiera)    | C     | Kazper Karlsson           |
| 6  | Norvegia (bandiera)  | C     | Martin Ellingsen          |
| 7  | Svezia (bandiera)    | C     | Anton Salétros (capitano) |
| 8  | Norvegia (bandiera)  | C     | Johan Hove                |
| 9  | Cipro (bandiera)     | A     | Andronikos Kakoullis      |
| 10 | Kosovo (bandiera)    | C     | Bersant Celina            |
| 11 | Svezia (bandiera)    | A     | John Guidetti             |
| 15 | Svezia (bandiera)    | P     | Kristoffer Nordfeldt      |
| 16 | Danimarca (bandiera) | D     | Benjamin Tiedemann Hansen |
| 17 | Danimarca (bandiera) | D     | Mads Døhr Thychosen       |
| 18 | Svezia (bandiera)    | C     | Abdihakin Ali             |

| N. |                                 | Ruolo | Calciatore         |
| -- | ------------------------------- | ----- | ------------------ |
| 19 | Bosnia ed Erzegovina (bandiera) | C     | Dino Beširović     |
| 20 | Svezia (bandiera)               | C     | Oscar Uddenäs      |
| 22 | Finlandia (bandiera)            | D     | Jere Uronen        |
| 24 | Svezia (bandiera)               | C     | Andreas Redkin     |
| 25 | Svezia (bandiera)               | A     | William Hofvander  |
| 26 | Svezia (bandiera)               | D     | Elvis van der Laan |
| 29 | Iraq (bandiera)                 | A     | Danilo Al-Saed     |
| 30 | Svezia (bandiera)               | P     | Kalle Joelsson     |
| 32 | Croazia (bandiera)              | D     | Filip Benković     |
| 33 | Ungheria (bandiera)             | C     | Áron Csongvai      |
| 43 | Svezia (bandiera)               | C     | Victor Andersson   |
| 45 | Svezia (bandiera)               | A     | Taha Ayari         |
| 47 | Svezia (bandiera)               | A     | Alexander Fesshaie |